# Плат (окръг, Мисури)
Вижте пояснителната страница за други значения на Плат.
Окръг Плат (на английски: Platte County) е окръг в щата Мисури, Съединени американски щати. Площта му е 1106 km², а населението - 84 881 души. Административен център е град Плат Сити.